# 有節小浪花介
有節小浪花介（学名：Cytherella posterotuberculata）为小浪花介科小浪花介屬下的一个种。